# Похолодание железного века
Похолодание железного века, или климатический пессимум железного века, или новое оледенение железного века, — последний этап суббореального климатического периода, связанный с необычно холодным климатом в Северной Атлантике. Похолодание началось после климатического оптимума позднего бронзового века (1500—900 годов до н. э.). Продолжалось примерно с 900 по 300 год до н. э., с пиком падения температуры в 450 году до н. э., в эпоху древнегреческой колонизации.
За ним последовал римский климатический оптимум (250 год до н. э. — 400 год н. э.) субатлантического периода. Период с 250 г. до н. э. по начало н. э. иногда рассматривается как промежуточная стадия между холодным и тёплым периодами и по этой причине не включается в состав римского климатического оптимума.